# Tevje und seine sieben Töchter
Tevje und seine sieben Töchter (Originaltitel: Tuvia Vesheva Benotav) ist ein israelisch-deutscher Spielfilm des Regisseurs Menahem Golan aus dem Jahr 1967 mit Shmuel Rodensky in der Titelrolle. Das Drehbuch stammt von Ladislas Fodor und Chaim Hefer in Gemeinschaft mit dem Regisseur. Es basiert auf dem Roman Tewje, der Milchmann von Scholem Alejchem. Obwohl der Film in Breitwand und in Farbe fürs Kino produziert worden war, erlebte er seine Welturaufführung am 5. Mai 1968 im Zweiten Deutschen Fernsehen (ZDF). 

## Handlung
Die Geschichte spielt Anfang des 20. Jahrhunderts in dem ukrainischen Dorf Anatevka. Der Ort gehörte damals zum zaristischen Russland. Darin lebte eine größere jüdische Gemeinschaft. 
Des armen Tevjes Freundlichkeit und Hilfsbereitschaft beschert ihm ein plötzliches Glück: Als er zwei in die Irre gegangene Frauen mit seinem Karren an ihr Ziel bringt, wird er reich belohnt. Die Rubel reichen aus für den Kauf einer Kuh, und es dauert nicht lange, da hängt Tevje „der Milchmann“ auf dem Bock des Wagens seinen Träumen nach, die sich vor allem mit den Töchtern befassen, die es unter die Haube zu bringen gilt. Große Pläne macht der Vater für alle. Geschäfte wittert der Hochzeitsbitter Menahem Mendel; doch alles kommt anders als gewollt. Statt des wohlhabenden, aber schon bejahrten Schlachters versteift sich Zeitl, die Älteste, auf einen armen Schneider; Hodl, die Nächste, folgt einem gefangenen Sozialisten nach Sibirien; Sprinza geht ins Wasser, als ihr geliebter Aharonchik, von dem sie ein Kind erwartet, nicht mehr wiederkehrt, und Chava schließlich verliebt sich gar in einen Christen, eine Liebe, die sie dem alten Glauben untreu werden lässt. Nur in seinen Träumen genießt Tevje das Glück, von dem die Wirklichkeit im Dörfchen sich ständig weiter entfernt.
Ein Judenpogrom setzt den Schlussstrich unter das Leben in der alten Heimat. Tevje verkauft sein Haus und seine Kühe an den Nachbarn Anton Poperilli. Dann rattern zwei mit Menschen und Habe beladene Wagen durch Anatevka; verzweifelt rennt die konvertierte und darum vom Vater verstoßene Chava mit einem Bündel hinterher, bis sie Tevjes Wagen und seine Verzeihung erreicht. Palästina ist das ferne Ziel.

## Kritik
„Der Film verdient es, vor allem wegen der großartigen Darstellungskunst Shmuel Rodenskys als Tevye, von einem großen, auch jüngeren Publikum gesehen zu werden – bei der Kino-Premiere wird sich herausstellen, ob gewisse technische Unzulänglichkeiten allein auf dem winzigen Bildschirm-Format beruhen.“

„Shalom Aleichems bittersüße Erzählung […] wird hier zum liebenswürdigen folkloristischen Spektakel.“

„Prädikat ‚Wertvoll’“